# Those Were the Days (sång)
Those Were the Days är en sång vars låtskrivare brukar angivas vara Gene Raskin, som skrev text på engelska till den ryskspråkiga sången "Дорогой длинною" ("Dorogoj dlinnoju"), skriven av Boris Fomin (1900–1948) med text av poeten Konstantin Podrevskii. Den handlar om gamla minnen från "förr i tiden" och om ungdomen. Georgiern Tamara Tsereteli (1900–1968) spelade in låten 1925, och Alexander Vertinsky spelade in den 1926.
En inspelning av Mary Hopkin släpptes den 30 augusti 1968 som hennes debutsingel.

## Historien
Gene Raskin besökte krogen The White Horse Tavern under 1960-talet och sången var en klagosång över den "gyllene tiden" för folkmusiken av Dylan, Paxton, Ochs, and The Clancy Brothers & Tommy Makem. Sången var den sista inspelningen av The Clancy Brothers.[källa behövs]
Även om sången gjordes populär i början av 1960-talet av The Limeliters, är sångerskan Mary Hopkins tolkning den mest berömda. Singeln släpptes den 30 augusti 1968 och inspelningen producerades av Paul McCartney (katalognummer: "APPLE 2"). Den blev en #1-hit på den brittiska singellistan, och nådde placeringen #2 i USA. Melodin toppade även listan Billboard Easy Listening.
Paul McCartney producerade sången med sångerskan Mary Hopkins på ytterligare fyra språk för lansering i olika länder:
I Spanien, Que Tiempo Tan Feliz.
I Västtyskland, An jenem Tag.
I Italien, Quelli Erano Giorni I Frankrike, Le temps des fleurs
I Storbritannien och USA fanns en inspelning av "Turn! Turn! Turn!" som B-sida, vilken skrevs av Pete Seeger (inspirerad av bibeltexten Predikaren), som 1965 varit en listetta för The Byrds.
Katalognumret APPLE 2 av "Those Were the Days" var det lägsta katalognumret som Apple Records använde för ett singelsläpp. APPLE 1 var tänkt för The Beatles singel "Hey Jude". Men the Beatles kvarstod på EMI vid den tiden, och även om singeln "Hey Jude" hade märket Apple släpptes den som "R 5722" efter Parlophone numreringsschema.
Singeln med Mary Hopkins släpptes efter hennes framgångar i TV-showen Opportunity Knocks. Vid lanseringen erbjöds även sångaren Sandie Shaw att spela in den. Sandie Shaw spelade in en version som släpptes på singel men inte nådde samma framgångar som Mary Hopkins version.
I mitten av 1970-talet, efter att Mary Hopkins kontrakt med Apple avslutats, släpptes "Those Were the Days" och "Goodbye" som nyinspelade med producenten Tony Visconti. Bara dessa nyinspelade versioner är i dag (2008) tillgängliga på samlingar eftersom Apple inte tillåter originalinspelningar.

## Listplaceringar, Mary Hopkin
| Lista (1968-1969) | Position              |
| ----------------- | --------------------- |
| Australien        | 2 (Go Set)            |
| Belgien           | 1                     |
| Danmark           | 1 (DR "Top 20")       |
| Finland           | 1                     |
| Frankrike         | 1                     |
| Irland            | 1                     |
| Japan             | 1 (Oricon)            |
| Kanada            | 1 (RPM)               |
| Nederländerna     | 1                     |
| Norge             | 1 (VG-lista)          |
| Nya Zeeland       | 3 (NZ Listner)        |
| Schweiz           | 1                     |
| Spanien           | 1                     |
| Storbritannien    | 1                     |
| Sverige           | 1 (Kvällstoppen)      |
| Sverige           | 1 (Tio i topp)        |
| USA               | 2 (Billboard Hot 100) |
| Västtyskland      | 1                     |
| Österrike         | 2                     |

## Övriga coverversioner
- 1968 - Den franskspråkiga versionen av låten "Le temps des fleurs," gjordes populär av Dalida. Hon spelade också in sången med text på italienska.
- 1968 - Vicky Leandros spelade in den med text på franska "Le temps des fleurs" och hade en stor hit i Japan, Kanada och Grekland med den.
- 1968 - Halina Kunicka spelade in den med text på polska, som "To były piękne dni".

Mary Hopkin och Sandie Shaw sjöng också in sången med text på franska, italienska, spanska och tyska. Sandie Shaws och Mary Hopkins versioner släpptes ungefär samtidigt, och många såg det som en form av "tävlan": Vems singel skulle sälja bäst? Då Mary Hopkins album, Postcard, återlanserades på CD, fanns versionerna på spanska och italienska som bonusspår. Sandie Shaw har haft alla versioner på olika CD-skivor, uppdelade efter språk.
- 1968 - Gigliola Cinquetti spelade in sången med text på italienska och spanska.
- 1968-1969 - Olle Bergmans text på svenska, "Ja, det var då", som låg på Svensktoppen i inspelningar av såväl Lena Hansson (3 veckor) [22] och Anita Lindblom (7 veckor) [23].
- 1969 - The Fifth Dimension spelade in en cover på sången på albumet The Age of Aquarius.
- 1969 - Harangozó Teréz (på ungerska: "Azok a szép napok").
- 1969 - Ivan Rebroff spelade in en version med text på ryska, som hette "Такие дни, мой друг" (Takiyeh dni, moj drug). Den släpptes på singel och på livealbumet Russische Party samma år.
- 1969 - Shuli Natan spelade in den mex text på hebreiska som "כאלה היו הימים" (ka'ele hayou hayamim), med text av Mickey Hartby. Senare spelade Avi Toledano in en annan coverversion av sången på hebreiska.
- 196? - Alexandra (Tyskland)
- 197? - Irena Kohont spelade in den mex text på slovenska, som "To so bili dnevi". Samtidigt gjordes även en video till låten.
- 1987 - Arja Saijonmaa spelade in en svensk version med text av Ingela Forsman. Låten med namnet "Så länge hjärtat slår" finns med på albumet Högt över havet.[24]
- 1989 - Gruppen Dolly Roll från Ungern spelade in den på ungerska, men med annan text än Harangozó Teréz. ("Ábrándos szép napok")
- 1990 - Demon Kogure spelade in en cover på "Those Were the Days" på sitt första soloalbum, "Koshoku yorozu goe otoko".
- 1991 - Leningrad Cowboys spelade in "Those Were the Days" för kortfilmen Aki Kaurismäki. Sången släpptes senare på deras album We Cum From Brooklyn 1992.
- 1994 - Cara Jones spelade in en cover på "Those Were the Days" på sitt debutalbum Different Skies. Also, Harangozó Teréz covered "Those Were the Days" on their album Plays Standards.
- 1994 - Den kroatiska gruppen Vatrogasci (Firefighters) gjorde en parodi på låten, med text på kroatiska som "Ajnc, cvaj draj" och använde turbofolkarrangemang.
- 1998 - Den tyskspråkiga versionen "An jenem Tag" gjordes populär av Karel Gott på hans trippelalbum Einmal um die ganze Welt.
- 2001 - Turisas spelade in en cover på "Those Were the Days" på sin EP "The Heart of Turisas."
- 2004 - Dayna Kurtz spelade in en cover på "Those Were the Days" på albumet Beautiful Yesterday. Dessutom framförde kabarétartisterna Kiki & Herb från New York den på sin debutkonsert i Carnegie Hall, Kiki & Herb Will Die for You.
- 2005 - Det var inte direkt en cover, men 50 Cent använde en elgitarrversion av melodin till "Those Were the Days" in his "When It Rains, It Pours".
- 2005 spelade Dolly Parton in en cover på "Those Were the Days," med bakgrundssång av Mary Hopkin. Låten blev det året titelspår på Dolly Partons album med samma namn.[25]
- 2005 - Den ungerske violinisten Jozsef Lendvay spelade in sången på sin Echo Klassik-CD Lendvay & Friends.
- 2006 - Il Folklorista spelade in en cover på "Those Were the Days". Il Folklorista är ett projekt av Gigi D'Agostino och Luca Noise.
- 2007 - Den Sverige-födda grekiska sångaren Helena Paparizou spelade in en cover på den med text på franska, "Le temps des fleurs", som släpptes på hennes CD-singel "Fos" och var tillgängliga som bonus-CD på hennes album Yparhi Logos: Platinum Edition.
- 2007 - Den jamaicanske dancehall-artisten Shaggy spelade in en cover på refrängen till "Those Were the Days" på albumet Intoxication.
- 2007 - Den vietnamesiske sångaren Ngoc Ha spelade in en ny cover med text på vietnamesiska på Asia DVD 49 som "Nhu la thu vang".
- 2007 - Det tyska metalbandet Shadowthrone har med en cover av låten på sin skiva "Quoth the Raven, Nevermore"
- 2008 - Bad Boys Blue "Those Were the Days"

## Övrigt
Melodin användes i Brasilien för Silvio Santos TV-show Show de Calouros, en Gong Show-lik talangshow, med texten ändrad för att introducera domarna och arrangören.
Vid julen 1975 arrangerade Ekvatorialguineas dåvarande president Francisco Macías Nguema en kör att sjunga "Those Were the Days" på ett nationalstadion.
"Those were the days" har använts av fans till den engelska fotbollsklubben Huddersfield Town FC, som inofficiell klubbsång. Orden ändrades till "Those were the days my friend we thought they'd never end - We won the league three times in row - we won the FA cup, and now we're going up - we are the Town - Oh yes we are the Town !
"Those were the days" har även använts av fans till Wolverhampton Wanderers. Läktarsången går så här: "Once upon a time there was a tavern, where we used to raise a glass or two (or three or four) we were used to while away the hours thinking of the things we used to do, those were the days my friend we thought they'd never end we'd sing and dance forever and a day we'd live the life we choose we'd fight and never lose for we are The Wolves, oh yes we are The Wolves"

### Fotnoter
1. ↑  ”Topic: Дорогой длинною”. Second Hand Songs. http://www.secondhandsongs.com/topic/34176. Läst 19 juni 2010.
2. ↑  ”Recording: Дорогой длинною - Alexander Vertinsky”. Second Hand Songs. http://www.secondhandsongs.com/performance/19937. Läst 19 juni 2010.
3. ↑  ”Listplacering”. https://gosetcharts.com/1968/19681120.html. Läst 11 mars 2021.
4. ↑  ”Listplacering”. https://www.ultratop.be/nl///song/38/Mary-Hopkin-Those-Were-The-Days. Läst 11 mars 2021.
5. ↑  ”Listplacering”. Arkiverad från originalet den 9 april 2016. https://web.archive.org/web/20160409142606/http://danskehitlister.dk/?hitlist_id=12&y=1968&hitlist_item_id=1164. Läst 11 mars 2021.
6. ↑  ”Listplacering”. http://suomenlistalevyt.blogspot.com/2015/08/hoo-har.html. Läst 11 mars 2021.
7. ↑  ”Listplacering”. http://www.infodisc.fr/Tubes_Artistes_H.php. Läst 11 mars 2021.
8. ↑  ”Listplacering”. http://irishcharts.ie/search/placement?page=1&search_type=title&placement=Those+Were+The+Days. Läst 11 mars 2021.
9. ↑  ”Listplacering”. Arkiverad från originalet den 26 december 2008. https://web.archive.org/web/20081226082219/http://www18.ocn.ne.jp/~hbr/JP1_e.htm. Läst 11 mars 2021.
10. ↑  ”Listplacering”. https://www.bac-lac.gc.ca/eng/discover/films-videos-sound-recordings/rpm/Pages/image.aspx?Image=nlc008388.5815&URLjpg=http%3a%2f%2fwww.collectionscanada.gc.ca%2fobj%2f028020%2ff4%2fnlc008388.5815.gif&Ecopy=nlc008388.5815. Läst 11 mars 2021.
11. ↑  ”Listplacering”. https://dutchcharts.nl/showitem.asp?interpret=Mary+Hopkin&titel=Those+Were+The+Days&cat=s. Läst 11 mars 2021.
12. ↑  ”Listplacering”. https://norwegiancharts.com/showitem.asp?interpret=Mary+Hopkin&titel=Those+Were+The+Days&cat=s. Läst 11 mars 2021.
13. ↑  ”Listplacering”. Arkiverad från originalet den 28 april 2021. https://web.archive.org/web/20210428162601/http://www.flavourofnz.co.nz/index.php?qpageID=search%20listener&qartistid=714#n_view_location. Läst 11 mars 2021.
14. ↑  ”Listplacering”. https://hitparade.ch/song/Mary-Hopkin/Those-Were-The-Days-56. Läst 11 mars 2021.
15. ↑  Salaverri, Fernando (2005). Sólo éxitos: año a año, 1959–2002 (1:a uppl.). ISBN 978-84-8048-639-2
16. ↑  ”Mary Hopkin Chart History” (på engelska). The Official UK Charts Company. https://www.officialcharts.com/artist/13402/mary-hopkin/. Läst 11 mars 2021.
17. ↑  Hallberg, Eric (1993). Kvällstoppen i P3 (1:a uppl.). ISBN 91-630-2140-4
18. ↑  Hallberg, Eric (1998). Tio i topp - med de utslagna på försök 1961-74 (1:a uppl.). ISBN 91-972712-5-X
19. ↑  ”Listplacering”. https://www.billboard.com/music/mary-hopkin/chart-history. Läst 28 april 2021.
20. ↑  ”Charts Surfer”. http://www.charts-surfer.de/. Läst 11 mars 2021.
21. ↑  ”Listplacering”. https://austriancharts.at/showitem.asp?interpret=Mary+Hopkin&titel=Those+Were+The+Days&cat=s. Läst 11 mars 2021.
22. ↑  Svensktoppen - 1968
23. ↑  Svensktoppen - 1969
24. ↑  ”Högt över havet”. Svensk mediedatabas. 1987. https://smdb.kb.se/catalog/id/001891207. Läst 26 maj 2024.
25. ↑  ”Dolly Parton – Those Were The Days” (på engelska). Discogs. 11 mars 2005. http://www.discogs.com/Dolly-Parton-Those-Were-The-Days/master/654248. Läst 1 oktober 2015.